# Pferdemarkt (Lübeck)

Die Lage des Pferdemarkts, rot markiert auf einem Stadtplan von 1910

Der Pferdemarkt, um 1906

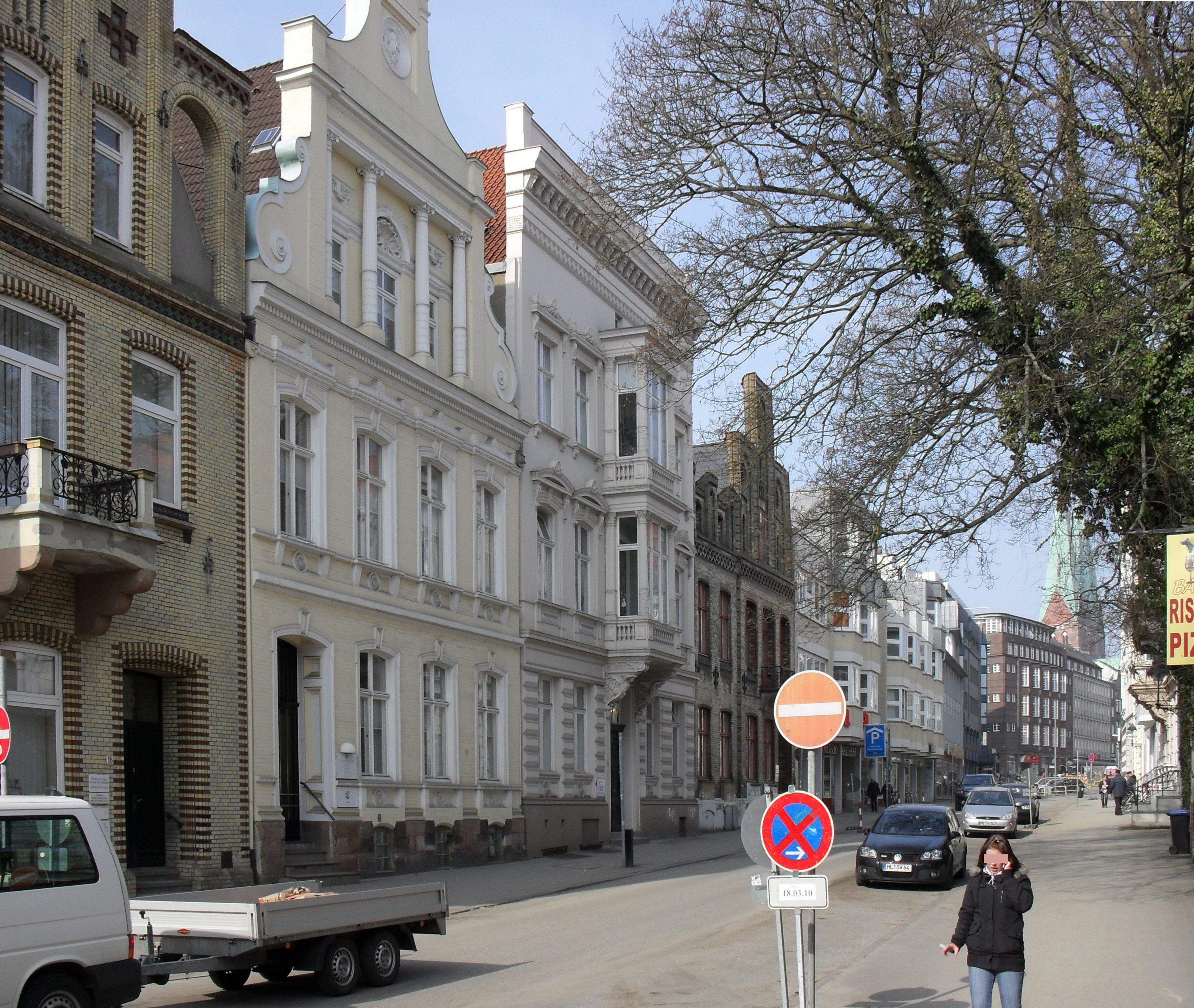
Der Pferdemarkt, Blick in Richtung Klingenberg

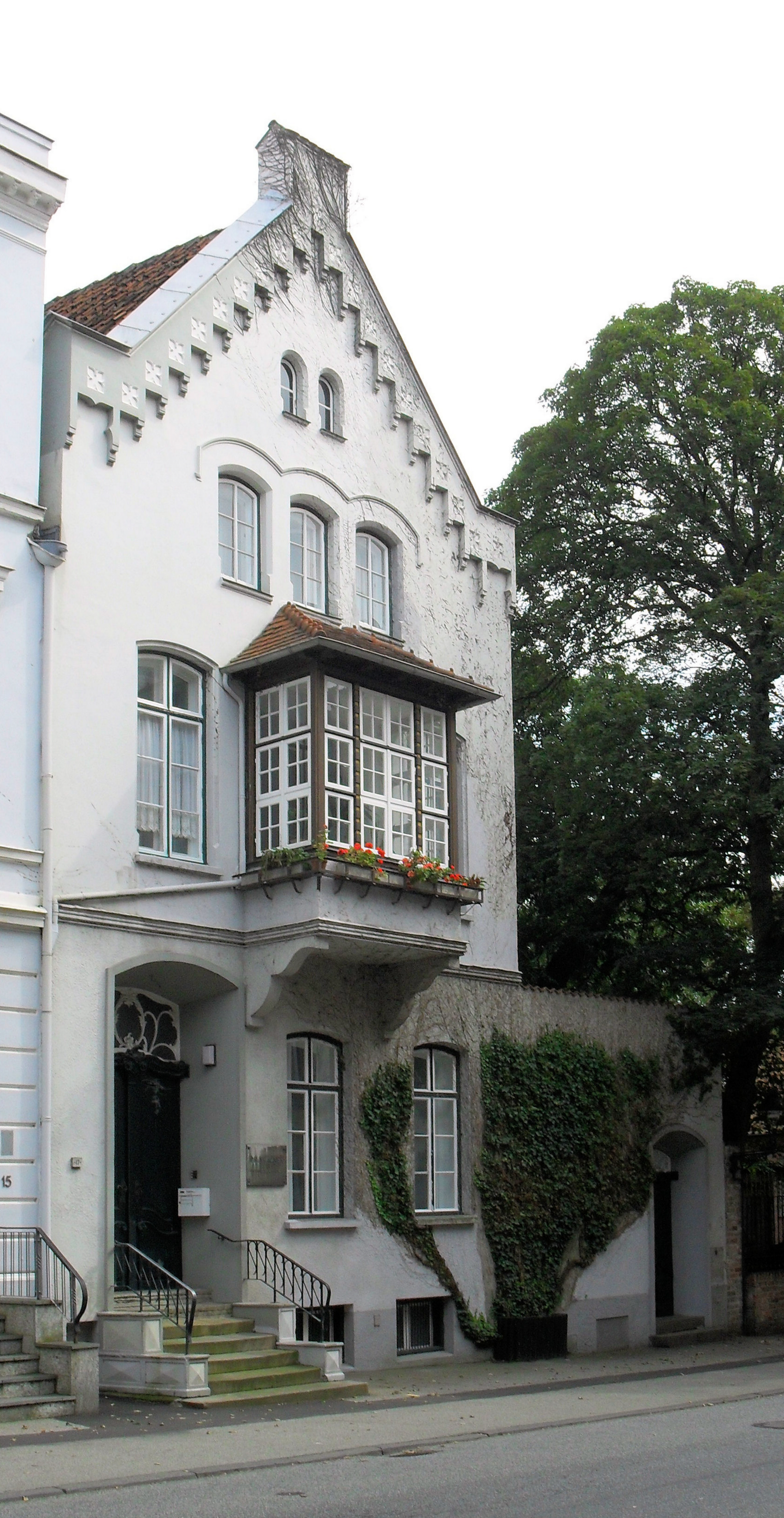
Pferdemarkt 17

Der Pferdemarkt ist eine Straße der Lübecker Altstadt.

## Lage
Der etwa 130 Meter lange Pferdemarkt befindet sich im südwestlichen Teil der Altstadtinsel im Marien Quartier. Er beginnt am Klingenberg bei der Einmündung der Marlesgrube in diesen Platz, verläuft südwärts in Richtung Dom und endet an der Kreuzung mit Dankwartsgrube und Kapitelstraße, wo der Pferdemarkt in seine Verlängerung, die Parade, übergeht.

## Geschichte
Der Pferdemarkt galt ursprünglich als Teil der Sandstraße, deren Verlängerung jenseits des Klingenbergs er bildet. Bei der ersten urkundlichen Erwähnung im Jahre 1309 lautet der lateinische Name entsprechend Platea Arenae, Sandstraße. 1365 ist die niederdeutsche Form Sandstrate belegt, die auch 1455 und 1456 nochmals verwendet wird. Die Bezeichnung Pferdemarket, abgeleitet von den hier abgehaltenen Pferdeverkäufen, findet sich erstmals 1429. Die hochdeutsche Fassung Pferdemarkt ist erstmals auf einem Stadtplan von 1787 nachweisbar und wurde 1852 amtlich festgelegt.
Der Pferdemarkt war im Mittelalter und der frühen Neuzeit vor allem eine Straße der Maler, Goldschmiede, Glaser und Bildschnitzer. Jedoch befanden sich hier auch Domherren-Kurien, die 1804 im Zuge der Säkularisation an die Stadt fielen. Eine der Kurien, Pferdemarkt 10–16, war ein zusammenhängendes großes Grundstück, das im Unterschied zum übrigen Stadtgebiet nur locker bebaut war. Es wurde 1824 von der Stadt veräußert und 1872 in vier Parzellen aufgeteilt, auf denen gründerzeitliche Häuser entstanden, die bis heute den Charakter des südlichen Pferdemarkts prägen. Der zum Klingenberg gelegene nördliche Teil war erheblich vom Luftangriff im März 1942 betroffen und weist heute vorwiegend Bauten der Nachkriegszeit auf.

## Bauwerke
- Pferdemarkt 7, auf das 13. Jahrhundert zurückgehendes klassizistisches Haus, errichtet 1791–1797
- Pferdemarkt 11, 1909 errichtetes neobiedermeierliches Mietshaus auf einem Kellergewölbe des 13. Jahrhunderts
- Pferdemarkt 17, auf das frühe 14. Jahrhundert zurückgehendes neugotisches Haus von 1857